# Moenkhausia bonita
Moenkhausia bonita é uma espécie de peixe caracídeo, pertencente ao gênero Moenkhausia. É endêmica ao Brasil, ocorrendo nos estados de Mato Grosso, Rondônia, Mato Grosso do Sul, Paraná e São Paulo. De acordo com a União Internacional para a Conservação da Natureza, seu estado de conservação é pouco preocupante.